# جون يونغ (رجل أعمال)
جون يونغ (بالإنجليزية: John Young)‏ هو شخصية أعمال أسترالي، ولد في 1948.